# Шпринберг, Педро
Пи́нхус-Ду́вид (Пе́дро) Шпри́нберг (идиш פּינחס-דוד שפּרינבערג‎‎; исп. Pedro Sprinberg; 27 августа 1889, Згурица, Сорокский уезд, Бессарабская губерния — 29 июля 1974, Монтевидео, Уругвай) — еврейский журналист, радиоведущий, издатель и редактор, анархист. Писал на идише и испанском языке.

## Биография
Пинхус-Дувид (Педро) Шпринберг родился в бессарабском местечке Згурица (теперь Дрокиевского района Молдавии) в 1889 году (некоторые источники упоминают 1886 год), в семье Янкева (Янкеля) Шпринберга (1859—1921) и Этл Слободяник (1863—1958). С 1903 года жил в Аргентине, был женат на сестре известного журналиста Моте Столяра, редактора ежедневной еврейской газеты «Идише Цайтунг» (Еврейская газета, Буэнос-Айрес). С 1933 года — в Монтевидео (Уругвай).
В 1908 году совместно с И. Эдельштейном основал первую анархистскую газету в Аргентине «Лэбм Ун Фрайhайт» (Жизнь и свобода, Буэнос-Айрес), в 1913 году (вместе с братом Мойше) — журнал «Штралн» (Лучи) там же, а в 1933 году — единственную ежедневную еврейскую газету Уругвая «Уругвайер Тог» (Уругвайский день) в Монтевидео. Публиковался также под псевдонимом Мефисто.
Вместе с женой Каталиной Шпринберг создал в Монтевидео еврейскую радиостанцию Hora Cultural Israelita (1933), поначалу на идише, затем и на испанском языке, владельцем которой был до конца жизни. Активист всемирного теософского общества.

## Семья
- Брат — аргентинский журналист и драматург Мойше (Маурисио) Шпринберг.
- Внуки — уругвайский физик Габриэль Гонсалес-Шпринберг[7][8][9] и французский математик Жерар Гонсалес-Шпринберг.[10][11]